# Kruhlaje
Kruhlaje (bělorusky Круглае, rusky Круглое – Krugloje) je město v Mohylevské oblasti v Bělorusku. K roku 2018 v něm žilo přes sedm tisíc obyvatel.

## Poloha a doprava
Kruhlaje leží na řece Drucu, pravém přítoku Dněpru. Od Mohyleva je vzdáleno přibližně šedesát kilometrů severozápadně.
Nejbližší železniční stanice je v Talačynu přibližně dvacet kilometrů severně na trati z Orši do Minsku.

## Dějiny
První zmínka je z roku 1524.
V roce 1967 získalo Kruhlaje status sídla městského typu. Od roku 2017 je městem.